# Salamin Ferenc
Salamin Ferenc (Budapest, 1958. február 18.–) Kossuth és Ybl Miklós-díjas magyar építészmérnök, 1987 óta Szerencs főépítésze, 2013-tól kezdve pedig az Országos Főépítészi Kollégium elnöke. Az organikus építészet fontos magyarországi képviselője.

## Fiatalkora és tanulmányai
Polgári családba született, apja Salamin Pál vízépítő mérnök volt. Tanulmányait a  Petőfi Sándor Gimnáziumban, majd a Budapesti Műszaki Egyetem Építészmérnöki Karán végezte. Az egyetemen a Bercsényi 28-30 Építészhallgatók Lapjának főszerkesztője volt. BME-s tanulmányai alatt került kapcsolatba Makovecz Imrével és az általa vezetett organikus építészeti irányzattal, részt vett az úgynevezett Visegrádi Táborok szervezésében, ahol Makovecz támogatásával valósítottak meg épületötleteket egy elhagyatott bányában.

## Építész pályája
1985-ös lediplomázása után Makovecz Imre munkatársa lett, első tervezési munkájaként a fonyódi Mátyás Király Gimnázium épületének bővítésének és átalakításának terveit készítette el, „makoveczi” stílusban. 1987-ben Szerencs főépítésze lett, azóta számos fontos épület tervei fűződnek nevéhez a kisvárosban. 1990-ben Nagy Tamással és Vincze Lászlóval együtt létrehozta cégét, az AXIS Építésziroda Kft-t. 1993 és 2013 között Zebegény főépítészi tisztségét is ellátta. Salamin Ferenc építészeti munkásságának jelentős része kapcsolódik a tokaji borvidék településeihez, részt vesz a Tokajhegyaljai Világörökségi Tervtanács működésében is. Tokaj-hegyaljai projektjei során törekedett a helyi építészeti identitás megőrzésére és organikus stílusa az ezredforduló környékén fokozatosan átváltott egy hagyományosabb, helyi karakterisztikát követő irányzatra.
Fontos szerepet vállalt az országos főépítészeti hálózat kiterjesztésében, 2013-ban az Országos Főépítészi Kollégium elnöke lett. A testület 2022-es megalakulása óta részt vesz az Országos Építészeti Tervtanács munkájában, amely az állami magasépítési beruházások és a legnagyobb, 5000 négyzetméter alapterületet meghaladó épületek terveit véleményezi és engedélyezi. 1991 óta tagja az organikus építészeket tömörítő Kós Károly Egyesülésnek, és 2004-ig vezette a szervezet  posztgraduális képzését, a Vándoriskolát.

## Díjai
- Ybl Miklós-díj (2005)[6]
- Az Év Főépítésze díj (2007)[7]
- Kós Károly-díj (2012)[8]
- A Magyar Érdemrend tisztikeresztje (2014)
- Kossuth-díj (2024)[9]

## Galéria

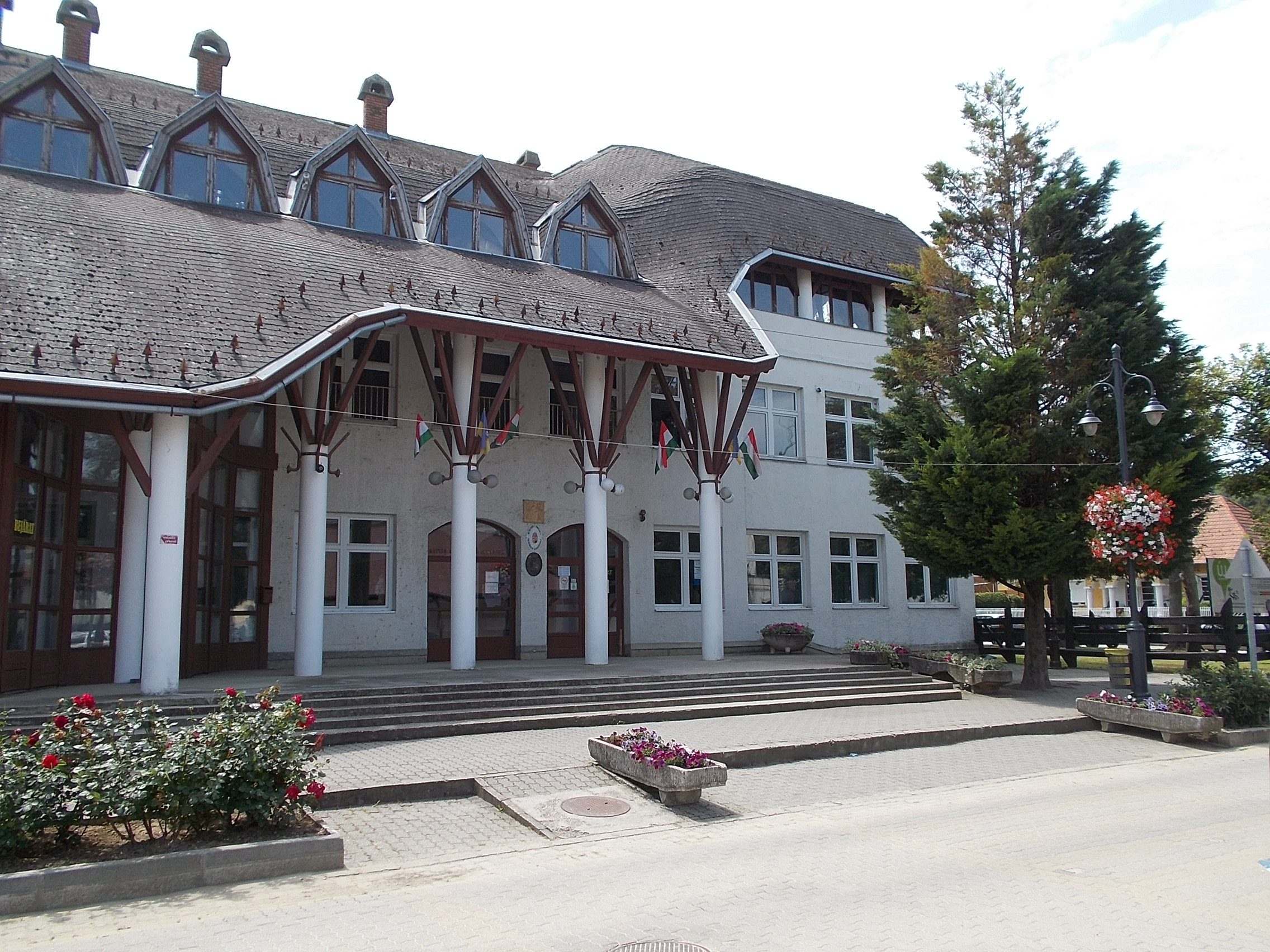
A fonyódi Mátyás Király Gimnázium
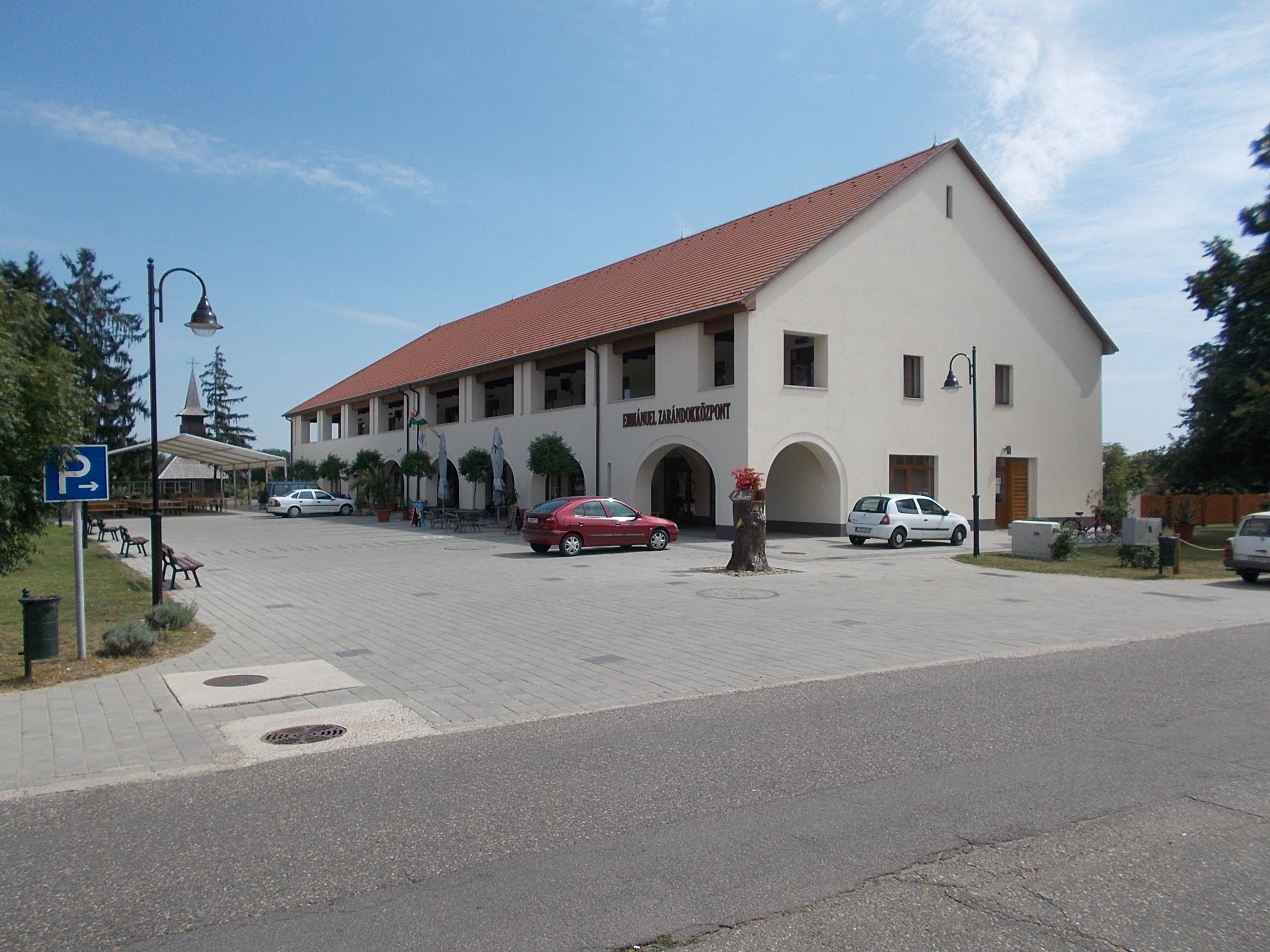
Az Emmánuel Zarándok Központ Máriapócson
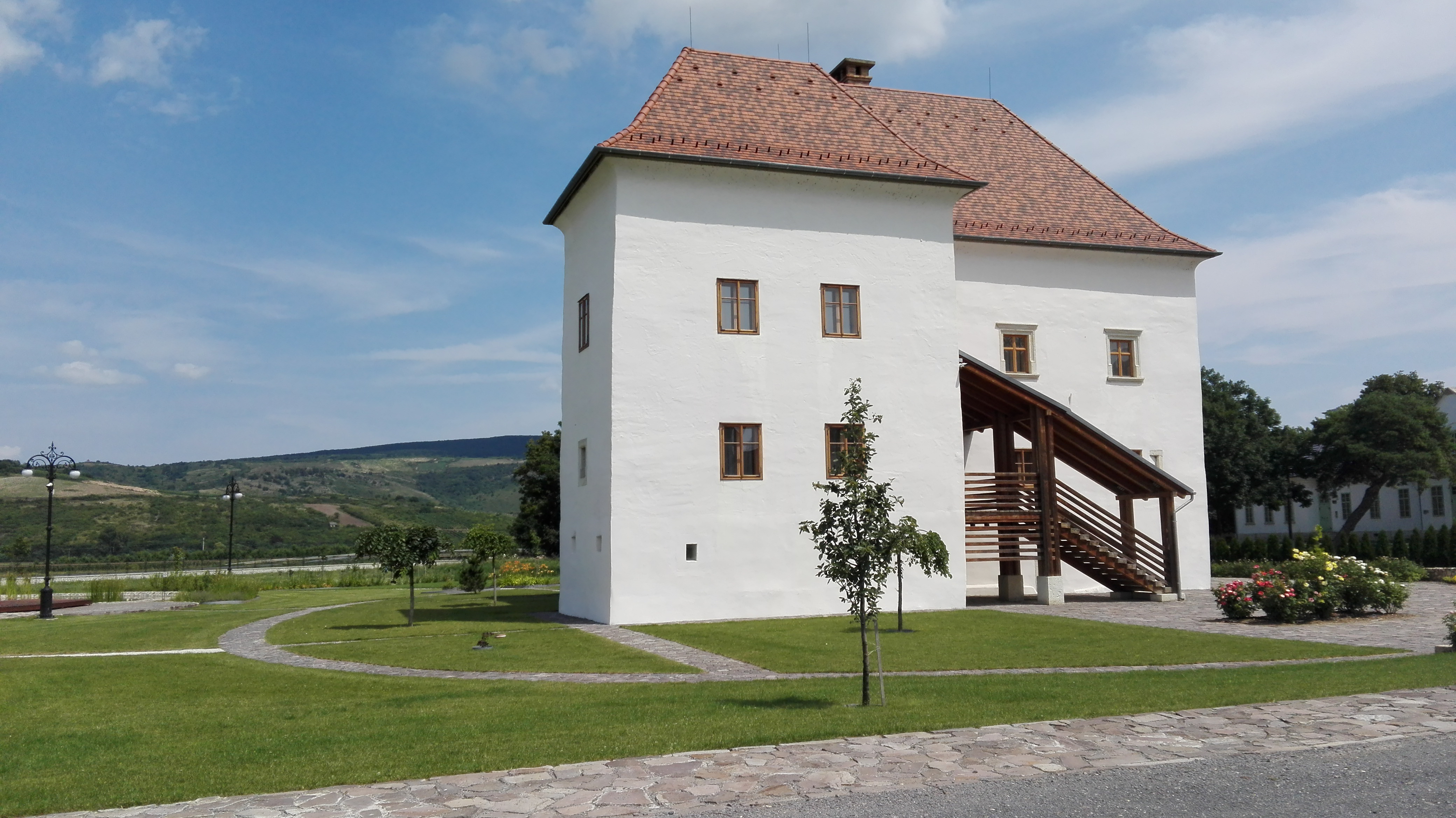
A felújított Vay-kastély
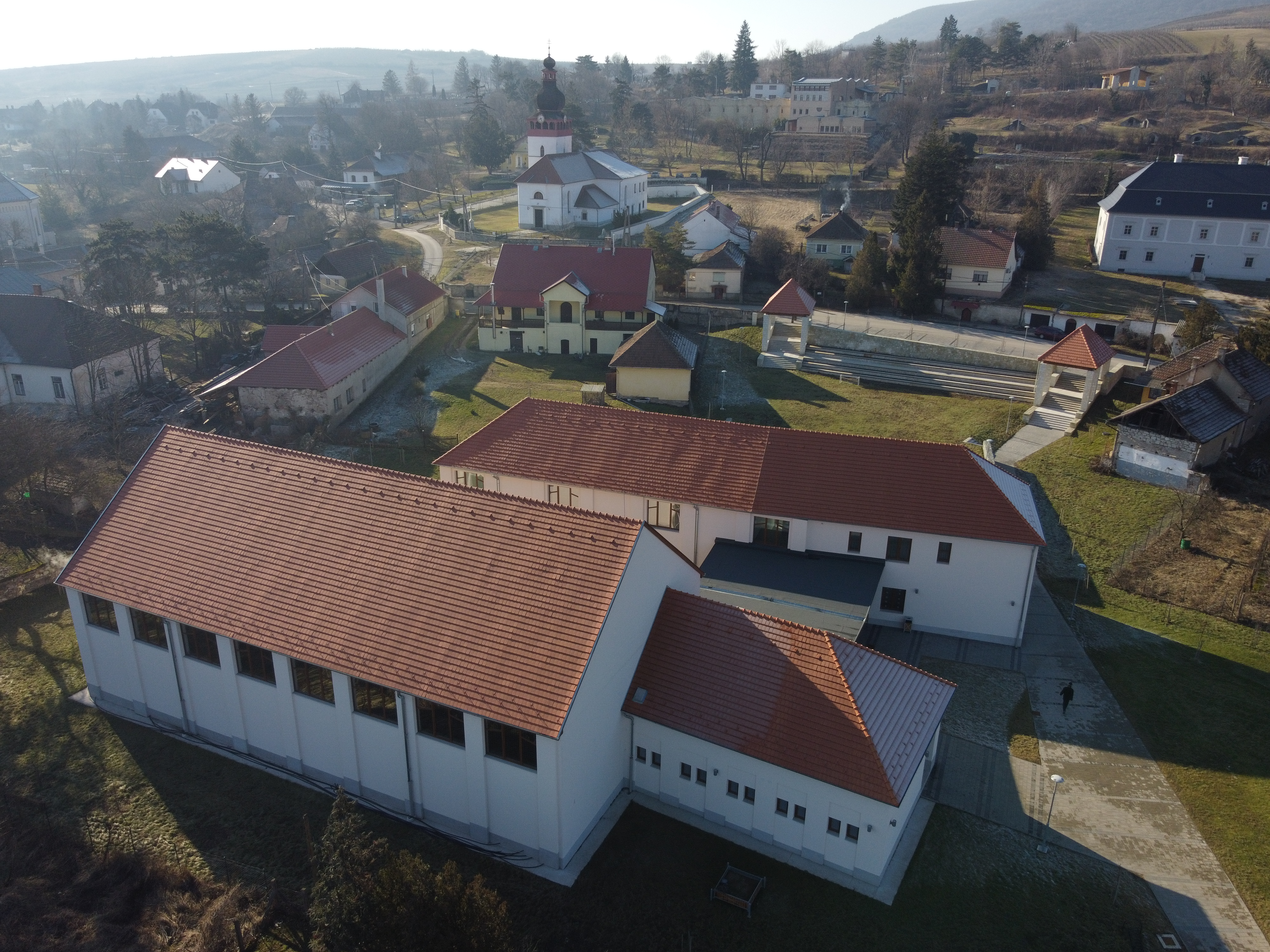
Tolcsva, Általános iskola madártávlatból
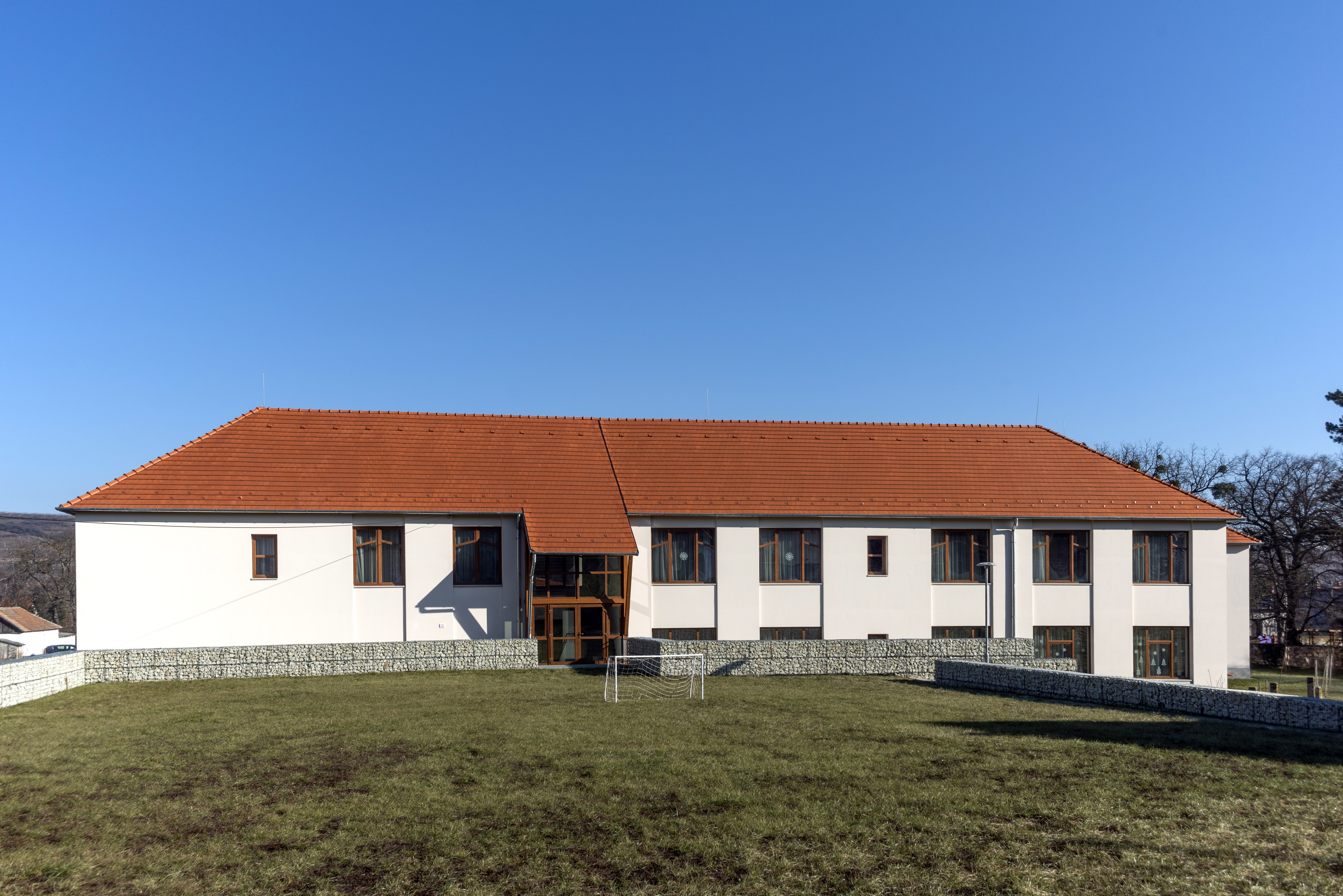
Tolcsva általános iskola és tornaterem